# Edita Rojas
Edita Rojas (1978) es una baterista chilena, integrante de la banda Electrodomésticos desde 2001. En 2018 fue considerada una de las mejores bateristas de Chile.

## Biografía
Rojas estudió percusión clásica en la Universidad de Chile y fue aprendiz del músico Tilo González, miembro fundador de Congreso.
A los 23 años, siendo parte de la banda Índigo, le pidieron al músico chileno Carlos Cabezas la producción de su primer disco. Sin embargo, Cabezas les invitó a tocar con él. En 2004, la banda de Cabezas, Electrodomésticos, presentó una nueva formación con motivo del álbum La nueva canción chilena e incluyó a Rojas como la primera baterista de la banda.
Como parte de Electrodomésticos, ha lanzado cuatro discos, incluyendo el LP Mirar la luz en 2024. Paralelamente, Rojas ha formado parte de los grupos Mamma Soul y Fuma & Baila, además de participar como baterista de Natisú y Juanito Ayala.
En 2018 fue elegida una de las mejores bateristas de Chile por una selección de especialistas convocados por el periódico La Tercera.

## Influencias
Entre sus artistas favoritos, Rojas ha mencionado a Peter Gabriel y Tori Amos, mientras que entre sus bateristas favoritos están Tilo González, Manu Katché y Vinnie Colaiuta.

## Impacto y estilo
Rojas ha sido definida como "parte fundamental de la segunda vida de Electrodomésticos".por "su impecable ejecución y versatilidad" Asimismo, ha sido catalogada como referente contemporánea entre mujeres bateristas chilenas, junto a nombres como Juanita Parra y Cancamusa.
En 2018, el crítico Marcelo Contreras describió su momento interpretativo en la presentación del disco Ex la Humanidad en el Teatro Municipal de Santiago "con rastros de rock progresivo y matemático, urdiendo complejos patrones entre toms, y una sensibilidad especial para abordar piezas más lentas".